# 明史佛郎機呂宋和蘭意大里亞四傳注釋
《明史佛郎機呂宋和蘭意大里亞四傳注釋》，作者張維華，哈佛燕京學社於民國二十三年（1934年）六月出版。
该書分為四卷：為明史佛朗機、呂宋、和蘭、意大里亞四傳的本文，即明代時對葡萄牙、西班牙、荷蘭、義大利四國的記載。另外作者對明史正文的進行腳注或補正文之缺或刊正文之誤，如作者於序所言，乃仿效裴松之三國志體裁。明史初稿成於清初尤西堂，後來萬季野對尤西堂的初稿做了補充、釐定，最後的定稿，即今天的明史佛郎機、呂宋、和蘭、意大里亞四傳為張廷玉修明史時確立。作者寫作的動機是因為覺得明史對這些史事的記載太過簡略及與西方人記載不符，而且我們可以發現這本書的注釋部份遠較明史本文為多。
作者認為該書能較前人的研究詳細正確，有三個原因：
1. 溯源，考據四傳所據的『明實錄』，來源及引用問題大致可以解決。
2. 輯補，作者認為明史正文太過簡略，因此作者把自己有能力得到的史料亦一一列出。
3. 比証，這也是作者最不同於前者的。作者認為研究不能拿中文資料與西文資料加以對比，如此會對史實了解不完整，因此在該書中經常以西文資料對比中文史料。

明史對於這西方四國的記載，對於中國東南海域多所涉及，並且多次出現對台灣與澎湖的記載，是研究近代台灣史的參考資料。